# Nate Berkus
Nate Berkus (né le 17 septembre 1971 à Orange County, en Californie) est un designer, un décorateur d'intérieur, producteur, acteur et un présentateur de télévision américain.
Berkus a fréquenté le Lake Forest College et a étudié les langues et la sociologie romanes jusqu'en 1994. En 2005, il a écrit le livre Home Rules: Transform the Place You Live into a Place You’ll Love. Il est marié à l'architecte d'intérieur Jeremiah Brent depuis 2014 et a deux enfants.

## Filmographie
- The Nate Berkus Show (en)
- La Couleur des sentiments (The Help)[1]

## Récompenses et prix
- Daytime Emmy Awards 2011, nomination dans la catégorie modération